# Oliver Twist (film 1982 Donner)
Oliver Twist è un film televisivo americano-britannico tratto dall'omonimo romanzo di Charles Dickens del 1838, trasmesso in anteprima negli Stati Uniti il 23 marzo 1982 sulla rete televisiva CBS, come parte della Hallmark Hall of Fame.
Il film ha come interprete principale Richard Charles (Oliver), al suo primo ruolo importante in un film, affiancato da un cast di attori di prim'ordine quali George C. Scott (Fagin), Tim Curry (Bill Sikes), Cherie Lunghi (Nancy) e Timothy West (Mr. Bumble).

## Riassunto
Il film si apre con una giovane donna dai capelli biondi all'aperto durante un temporale. La si vede lottare in ginocchio e chiedere aiuto a una carrozza di passaggio, senza ottenerlo. Riesce a raggiungere una casa, i cui occupanti, venendo a sapere che è incinta e sta per iniziare il travaglio, si preparano al parto.
Con qualche difficoltà, la donna senza nome dà alla luce un bambino con l'assistenza di un'ostetrica, nota come Mrs. Corney (Ann Tirard). La giovane, a malapena in grado di parlare, chiede di vedere il figlio. Quando le viene dato, lei gli sorride debolmente e bacia la fronte del bambino poi si ferma per sempre. La padrona di casa Mrs. Mann (Eileen Atkins) si impossessa allora di un medaglione che ella porta al collo. Testimone della nascita è Mr. Bumble (Timothy West), responsabile dell'ospizio per orfani locale. Senza informazioni sull'identità della madre, seguendo un rigoroso metodo alfabetico, dà al ragazzo il nome di Oliver Twist.
Come gli altri ragazzi dell'ospizio, Oliver vive una vita dura di lavoro. Per cena viene servita loro soltanto una ciotola di minestra, mentre Mr. Bumble e Mrs. Mann siedono su un palco più in alto, banchettando con cosciotti d'agnello. Dopo aver visto il suo amico mezzo affamato Dick divorare la sua ciotola e desiderarne ancora, Oliver, in un gesto di compassione, offre al ragazzo la sua, poi si avvicina a Bumble e ne chiede ancora, ignaro delle conseguenze. La sua richiesta fa arrabbiare l'uomo, che decide di portarlo il giorno dopo, ripulito e vestito a nuovo, di fronte a un comitato che deciderà del suo futuro alloggiamento. Tale comitato stipula un accordo con il signor Sowerberry, un impresario di pompe funebri locale, che lo assume per lavorare per lui.
Sowerberry sfrutta le caratteristiche patetiche di Oliver per usarlo come comparsa silenziosa e piangente durante le sepolture per i morti senza famiglia o amici, molti dei quali bambini. La situazione di Oliver non è molto diversa da quella dell'ospizio, poiché gli viene dato un banco da lavoro su cui dormire e gli avanzi dei cani di Sowerberry. Oliver diventa anche l'oggetto dell'odio del ragazzo di bottega Noah Claypole (Philip Davis), un adolescente incaricato di supervisionarlo. Costui, risentito per il fatto che Oliver sia stato assunto al suo posto per presenziare ai funerali, assegna a Oliver compiti difficili e un giorno prende perfino in giro sua madre morta. L'osservazione offensiva fa arrabbiare l'orfanello, che con un colpo sorprendentemente potente al viso, gli rompe il naso.
Sowerberry, dopo aver appreso che cosa ha causato la rissa, si schiera dalla parte di Noah e dice a Oliver che sarà riportato all'ospizio il giorno seguente. Non volendo tornarci, Oliver aspetta sveglio fino a tardi e poi sgattaiola fuori. Vaga quindi per le strade fino a quando non arriva nel mercato cittadino di Barnet, vicino a Londra, dove incontra Artful Dodger detto lo scansagrane (Martin Tempest). Questi, consapevole della difficile situazione di Oliver in quanto orfano come lui, gli offre un alloggio presso il suo stesso benefattore. Oliver accetta, ignaro di ciò in cui si è cacciato.
Ora fa infatti parte di una banda di ladri bambini, supervisionata da Fagin (George C. Scott), un gentile uomo negro dagli occhi azzurri. Del gruppo fanno parte anche l'attraente Bill Sykes (Tim Curry) e Nancy (Cherie Lunghi), una giovane vergine attraente, spesso usata per favori sessuali e abusata dallo stesso Bill che prende in simpatia Oliver e cerca di aiutarlo, in seguito viene brutalmente assassinata da Bill Sykes convinto che lei lo abbia venduto ai soldati.
Oliver inizialmente prende come un gioco il lavoro come borseggiatore per Fagin, fin quando Jordan non lo costringe ad aiutarlo a svaligiare una casa in campagna. Non appena vi si intrufola, il ragazzo viene colpito di striscio da un colpo d'arma da fuoco. I padroni di casa, l'anziano signor Brownlow, sua nipote Rose Maylie e la governante, la signora Bedwin, hanno pietà di lui, lo curano e lo accolgono in famiglia. Con loro, Oliver sembra trovare finalmente la felicità. Il signor Brownlow e la signora Bedwin notano peraltro una stretta somiglianza tra il piccolo e il ritratto di una donna sul muro, che in seguito lo porta a scoprire la vera identità del ragazzo.
Nel frattempo, anche un uomo di nome Monks (Oliver Cotton), connivente occasionale di Fagin con una caratteristica voglia rossa sull'occhio destro, sembra riconoscere Oliver a prima vista, e dopo alcune indagini scopre che questi è figlio del suo stesso padre, sebbene nato da madre diversa. Apprende inoltre di essere stato diseredato in favore del fratellastro, pur avendo già riscosso l'eredità dei genitori dopo la loro morte. Ossessionato dal desiderio di distruggere Oliver e la sua reputazione, arriva persino a cercare di farlo uccidere. I suoi sforzi si rivelano però vani.
Quando viene scoperto il corpo senza vita di Nancy , una folla inferocita si abbatte sul covo della banda e i soldati catturano Fagin. Un uomo lo colpisce in faccia inducendolo a inveire contro la calca, ingrata verso di lui per i favori che ha concesso in passato, mentre viene portato via.
Bill in fuga dopo l'omicidio di Nancy cerca di uccidere anche il proprio cane  in quanto elemento che potrebbe mettergli i soldati appresso ma l'animale scappa e richiama la folla, guidandola direttamente da lui, che si impicca poi accidentalmente dopo aver tentato di rifugiarsi su un tetto, allucinato dai sensi di colpa per aver dato la morte alla ragazza.
Il signor Brownlow confida di essere stato un amico del defunto padre di Oliver, Philip Leeford ("Edwin" nel romanzo), il cui matrimonio con la madre di Monks era stato infelice. Dopo essersi separato da lei, costui si era trasferito in un paese vicino dove incontrò e si innamorò di una ragazza di nome Agnes Fleming, senza tuttavia confessarle di essere sposato. Ignaro che lei fosse già incinta di suo figlio (Oliver), ripartì dunque per Londra per chiedere il divorzio alla moglie, in modo da poter convolare a nuove nozze, ma morì prima di poterlo fare. Ciononostante, avendo avuto sentore di essere in punto di morte, scrisse un testamento, che spedì al signor Brownlow assieme a un ritratto che aveva dipinto di Agnes, con cui lasciava una piccola eredità al figlio primogenito Edward e sua madre, ma tutto il resto alla nuova compagna. Ella, all'oscuro di tutto, sentendosi abbandonata e imbarazzata, scappò e scomparve, portando agli eventi all'inizio del film. Al contempo, il vero nome di Monks si rivela a tutti essere proprio Edward Leeford.
L'anziano uomo, svolto un lavoro investigativo per proprio conto per rendere giustizia al giovane figlio del suo amico, viene a conoscenza della crudeltà e delle condizioni disumane dell'ospizio in cui questo è cresciuto, e apprende anche del furto di fondi destinati alla struttura da parte di Mr. Bumble a proprio vantaggio, denaro che era invece destinato a nutrire e vestire adeguatamente gli orfani. Bumble incolpa immediatamente sua moglie, la signora Mann (a cui aveva proposto il matrimonio all'inizio del film) per le appropriazioni indebite e afferma di amare Oliver come fa con tutti gli altri orfani, tanto da aver scelto personalmente il suo nome. Dopo aver ricevuto il medaglione che la donna aveva rubato dal cadavere di Agnes e aver rivelato a tutti la vera identità del ragazzo, Brownlow comunica a Monks che andrà in prigione. Quindi, non ingannato dalla farsa di Bumble, Brownlow lo informa, provocandone il disappunto, che secondo la legge britannica un marito è responsabile dei misfatti di sua moglie e che userà la sua influenza per fare in modo che la coppia perda casa e lavoro, arrivando persino a dover affrontare accuse penali.
Il film si conclude con l'arresto di Monks, proprio mentre il signor Brownlow e sua nipote Rose assicurano a Oliver che non è più un trovatello, ma che ora ha trovato una vera identità e una famiglia. Tutti quindi salgono su una carrozza di Brownlow per intraprendere il viaggio di ritorno alla tenuta di campagna.